# Val Foglia
Pour les articles homonymes, voir Foglia.
Le val Foglia  est une vallée des provinces de Pesaro et Urbino et d'Arezzo, en Italie.

## Geographie
Entre la Toscane et les Marches, la vallée est traversée par le cours du fleuve Foglia qui prend naissance au Sasso Aguzzo en Toscane et se jette dans la mer Adriatique à Pesaro.
Le val Foglia s'étend sur le territoire de la commune de Sestino dans la province d'Arezzo, et sur celui des communes de Belforte all'Isauro, Piandimeleto, Lunano, Sassocorvaro, Auditore, Montecalvo in Foglia, Montelabbate et Pesaro dans la province de Pesaro et Urbino.